# Aleksander Michałowski
Aleksander Michałowski (Kamieniec Podolski, 17 maggio 1851 – Varsavia, 17 ottobre 1938) è stato un pedagogo, pianista e compositore polacco che, oltre alla sua immensa tecnica, ha avuto un'influenza profonda sull'insegnamento della tecnica del pianoforte, specialmente in relazione al opere di Chopin e Johann Sebastian Bach, e ha lasciato questa eredità tra un gran numero di alunni.

## Biografia
Aleksander Michałowski è nato nel 1851 a Kamieniec Podolski in Ucraina, allora parte dell'Impero russo. Dal 1867, all'età di 16 anni, ha studiato al Conservatorio di Lipsia come allievo di Ignaz Moscheles , Carl Reinecke e Theodor Coccius . Il Coccius era la sua più grande influenza, ed era industrioso, spesso praticando per 10 ore al giorno. Nel 1869 andò a Berlino e studiò sotto Carl Tausig . (Tausig tentò di fargli adottare una posizione di dito molto alta, che quasi rovinò la sua tecnica. [2] ) Si trasferì a Varsavia , dove si stabilì definitivamente, nel 1870.
All'incirca in quel periodo fece l'amicizia di Karol Mikuli (1821-1897), che aveva ricevuto lezioni da Chopin tra il 1844 e il 1848, ed era a capo del Conservatorio di Lviv . Mikuli gli ha trasmesso molte delle sue idee sull'esecuzione delle sue opere; Michałowski ha anche incontrato la geniale allieva di Chopin, la principessa Marcelina Czartoryska (nata Radziwiłł), che gli ha suonato alcune mazurche . Anche Moscheles era stato amico di Chopin, e quindi Michałowski ottenne una profonda comprensione del pensiero pianistico e della performance di Chopin.

## Lo stile Chopin
Conosceva tutte le opere di Chopin e dedicava una vita al loro studio. Durante l'esibizione, occasionalmente alterava il testo musicale e ne trascriveva alcuni come Moriz Rosenthal . [3] Nel 1878 visitò Franz Liszt a Weimar , e all'inizio (avendo collegamenti con il Conservatorio di Lipsia) non fu dato il benvenuto, ma in seguito fece una tale impressione che Liszt riconobbe la sua autenticità della performance e approvò le varianti che presentò. Un successivo successore di Varsavia Zbigniew Drzewiecki ha scritto:
"Come interprete di Chopin ha creato un certo stile per rendere le opere del compositore che hanno trovato molti imitatori. Consisteva nella cesellatura di passaggi veloci e sottolineava la loro eleganza nel levigare i bordi dei più intensi climax espressivi, prestando all'opera di Chopin l'aria del sentimentalismo quasi da salotto. Eppure questo leggero sentimentalismo era sempre sotto il severo controllo della moderazione, della purezza strumentale e del buon gusto. [4]

## Principi dell'insegnamento
Nel 1874 si stabilì a Varsavia e iniziò a insegnare, inizialmente privatamente. Dal 1891 [5] divenne professore della classe dei pianisti da concerto all'Istituto di musica di Varsavia (a quel tempo sotto la direzione di Apolinary Katski ), e vi rimase fino al 1918, dopo di che insegnò alla Fryderyk Chopin Music School del Warsaw Music Society. [6] Sottolineava in modo particolare l'importanza del gioco contrappuntistico, e durante i primi due anni di lavoro con i suoi studenti li fece suonare un sacco di JS Bach . Nel caso di una delle sue allieve più famose, Wanda Landowska , ciò portò ad una carriera dedicata a Bach e alla musica barocca. Chopin stesso aveva una particolare simpatia per Bach, e Michałowski capì che i principi contrappuntistici erano più importanti per la comprensione del lavoro di Chopin. Ha anche sviluppato gli aspetti fantasiosi e bravura del gioco dei suoi studenti. Ha usato molte dimostrazioni nelle sue lezioni e ha incoraggiato gli studenti a imitare aspetti della sua performance. [7]

## Studenti e successori
Tra i suoi molti studenti c'erano molti che avrebbero potuto avere più famose carriere internazionali se le due guerre mondiali non fossero state interrotte o in alcuni casi terminato il loro lavoro. Tra questi c'era Jerzy Żurawlew , che fondò l'International Chopin Piano Competition nel 1927. [8] Wanda Landowska , Vladimir Sofronitsky e Mischa Levitzki erano probabilmente gli allievi più famosi. Jerzy Lefeld divenne il suo amanuense. Bolesław Kon , un allievo eccezionale, che ha studiato anche con Konstantin Igumnov , è morto nel 1936 all'età di 30 anni. Róża Etkin-Moszkowska è stato ucciso nel ritiro tedesco da Varsavia nel 1944. Henryk Pachulski (nato nel 1859) e Piotr Maszyński ( nato nel 1855) erano tra i suoi primi allievi, Stanislaw Urstein , Edwarda Chojnacka , Wiktor Chapowicki , Józef Śmidowicz , Vladimir Sofronitsky e Bolesław Woytowicz tra i successivi. Heinrich Neuhaus , un famoso insegnante, i cui allievi hanno incluso Sviatoslav Richter , Emil Gilels , Yakov Zak e Ryszard Bakst , ha ricevuto lezioni da Michałowski. Radziwonowicz [9] elenca anche Stefania Allina, Zofia Buckiewiczowa, Janina Familier Hepner, Zofia Frankiewicz, Stefania Niekrasz, Stanislaw Nawrocki, Ludomir Różycki , Piotr Rytel, Henryk Schulz-Evler, Władysław Szpilman , Juliusz Wolfsohn e Alexander Zakin come allievi di Michałowski. Józef Turczyński , il suo immediato successore a Varsavia, e dopo di lui Zbigniew Drzewiecki , non erano suoi studenti, ma continuarono il suo lavoro come insegnanti principali della scuola polacca.

### Carriera successiva
Michałowski era anche un musicista da camera e eseguiva duetti con il violinista Stanisław Barcewicz , e trio con Barcewicz e il violoncellista Aleksandr Verzhbilovich . [10]
Ha scritto 35 opere di pianoforte (per lo più brevi e brillanti) e ha prodotto un'edizione istruttiva delle opere di Chopin. [11] Realizzò un numero considerevole di dischi per grammofono, realizzati in tre diversi periodi, il primo intorno al 1906, il secondo intorno al 1918 e l'ultimo negli anni '30. [12] Harold C. Schonberg riteneva di aver rivelato una "voce eroica". Sebbene fosse stato un concertista di grande successo, si dedicò sempre più all'insegnamento, in particolare quando la sua visione fallì rapidamente dopo il 1912. Tuttavia fu persuaso di nuovo sulla piattaforma da una collega, la signora Ruszczycówna, e diede un gran numero di concerti negli anni seguenti , nel 1919 celebra un mezzo secolo dal suo debutto. Nel 1929 eseguì entrambi i concerti di Chopin in un unico concerto. [13]
Morì a Varsavia all'età di 87 anni, il 17 ottobre 1938, anniversario della morte di Chopin.